# 溶剂黄3
溶剂黄3是一种有机化合物，也称为：邻氨基偶氮甲苯，Orto-Aminoazotoluene，化学式C14H15N3，属于溶剂染料。